# Campeonato da Europa de Atletismo de 2012 - 400 m com barreiras masculino
A prova dos 400 metros com barreiras masculino do Campeonato da Europa de Atletismo de 2012 foi disputada entre os dias 27 e 29 de junho de 2012 no Estádio Olímpico de Helsinque em Helsinque,  na Finlândia. 

## Recordes
Antes desta competição, os recordes mundiais e do campeonato nesta prova eram os seguintes:
|                       | Nome             | Nacionalidade      | Tempo | Local     | Data                  |
| --------------------- | ---------------- | ------------------ | ----- | --------- | --------------------- |
| Recorde mundial       | Kevin Young      | Estados Unidos     | 46s78 | Barcelona | 6 de agosto de 1992   |
| Recorde do campeonato | Harald Schmid    | Alemanha Ocidental | 47s48 | Atenas    | 8 de setembro de 1982 |
| Recorde europeu       | Stéphane Diagana | França             | 47s37 | Lausana   | 5 de julho de 1995    |

## Medalhistas
| Ouro                | Prata             | Bronze                   |
| Rhys Williams (GBR) | Emir Bekrić (SRB) | Stanislav Melnykov (UKR) |

## Cronograma
Todos os horários são locais (UTC+3).
| Data        | Hora  | Evento    |
| ----------- | ----- | --------- |
| 27 de junho | 10:50 | Bateria   |
| 28 de junho | 13:15 | Semifinal |
| 29 de junho | 22:05 | Final     |

## Resultados

### Bateria
Qualificação: 3 atletas de cada bateria (Q) mais os 6 melhores qualificados (q). 
| Posição | Bateria | Raia | Atleta                         | Nacionalidade | Tempo | Notas                |
| ------- | ------- | ---- | ------------------------------ | ------------- | ----- | -------------------- |
| 1       | 2       | 7    | Michaël Bultheel               | Bélgica       | 49.65 | Q                    |
| 2       | 2       | 8    | Adrien Clémenceau              | França        | 49.84 | Q,                   |
| 3       | 1       | 5    | Tobias Giehl                   | Alemanha      | 49.98 | Q                    |
| 4       | 3       | 5    | Nathan Woodward                | Grã-Bretanha  | 50.02 | Q                    |
| 5       | 4       | 7    | Georg Fleischhauer             | Alemanha      | 50.22 | Q                    |
| 6       | 1       | 3    | Periklis Iakovakis             | Grécia        | 50.25 | Q                    |
| 7       | 2       | 4    | Aleksandr Derevyagin           | Rússia        | 50.32 | Q                    |
| 8       | 5       | 8    | Stanislav Melnykov             | Ucrânia       | 50.33 | Q                    |
| 9       | 6       | 7    | Rhys Williams                  | Grã-Bretanha  | 50.40 | Q                    |
| 10      | 1       | 7    | Mikita Yakauleu                | Bielorrússia  | 50.47 | Q,                   |
| 11      | 3       | 6    | Josef Prorok                   | Chéquia       | 50.57 | Q                    |
| 12      | 6       | 3    | Václav Barák                   | Chéquia       | 50.58 | Q                    |
| 13      | 4       | 5    | Thomas Barr                    | Irlanda       | 50.59 | Q,                   |
| 14      | 3       | 2    | Rasmus Mägi                    | Estónia       | 50.61 | Q                    |
| 15      | 4       | 8    | Emir Bekrić                    | Sérvia        | 50.73 | Q                    |
| 16      | 5       | 4    | Jorge Paula                    | Portugal      | 50.74 | Q,                   |
| 17      | 5       | 6    | Diego Cabello                  | Espanha       | 50.89 | Q                    |
| 18      | 2       | 3    | Michal Brož                    | Chéquia       | 50.91 | q,                   |
| 19      | 1       | 4    | Vladimir Antmanis              | Rússia        | 50.92 | q                    |
| 20      | 6       | 8    | Kariem Hussein                 | Suíça         | 50.94 | Q                    |
| 21      | 5       | 5    | Marek Plawgo                   | Polónia       | 50.96 | q                    |
| 22      | 3       | 7    | Spirídon Papadópoulos          | Grécia        | 51.01 | q                    |
| 23      | 6       | 2    | Silvestras Guogis              | Lituânia      | 51.25 | q                    |
| 24      | 4       | 6    | Javier Sagredo                 | Espanha       | 51.37 | q                    |
| 25      | 1       | 6    | Martin Kučera                  | Eslováquia    | 51.50 |                      |
| 26      | 3       | 8    | Jacques Frisch                 | Luxemburgo    | 51.59 |                      |
| 26      | 5       | 7    | Oskari Mörö                    | Finlândia     | 51.59 | Recorde da temporada |
| 28      | 3       | 3    | Petteri Monni                  | Finlândia     | 51.73 |                      |
| 29      | 6       | 5    | Jason Harvey                   | Irlanda       | 51.83 |                      |
| 30      | 6       | 4    | Denys Teslenko                 | Ucrânia       | 51.92 |                      |
| 31      | 1       | 8    | Attila Nagy                    | Roménia       | 52.04 |                      |
| 32      | 4       | 3    | Richard Yates                  | Grã-Bretanha  | 52.12 |                      |
| 33      | 1       | 2    | Juan Enrique Valles            | Espanha       | 52.43 |                      |
| 34      | 2       | 5    | Tuncay Örs                     | Turquia       | 52.63 |                      |
| 35      | 4       | 4    | Jussi Heikkilä                 | Finlândia     | 52.95 |                      |
| 36      | 3       | 4    | Ricardo Lima                   | Portugal      | 53.00 |                      |
| 37      | 5       | 2    | Tibor Koroknai                 | Hungria       | 53.22 |                      |
| 38      | 2       | 2    | João Ferreira                  | Portugal      | DNF   |                      |
| 38      | 4       | 2    | Øyvind Kjerpeset               | Noruega       | DNF   |                      |
| 38      | 2       | 6    | Brent LaRue                    | Eslovênia     | DSQ   |                      |
| 38      | 5       | 3    | José Reynaldo Bencosme de Leon | Itália        | DSQ   |                      |
| 38      | 6       | 6    | David Gollnow                  | Alemanha      | DQS   |                      |

### Semifinal
Qualificação: 2 atletas de cada bateria (Q) mais os 2 melhores qualificados (q). 
| Posição | Bateria | Raia | Atleta                | Nacionalidade | Tempo | Notas                |
| ------- | ------- | ---- | --------------------- | ------------- | ----- | -------------------- |
| 1       | 1       | 8    | Emir Bekrić           | Sérvia        | 49.37 | Q,                   |
| 2       | 1       | 4    | Georg Fleischhauer    | Alemanha      | 49.52 | Q,                   |
| 3       | 1       | 7    | Rasmus Mägi           | Estónia       | 49.54 | q,                   |
| 4       | 3       | 4    | Rhys Williams         | Grã-Bretanha  | 49.63 | Q                    |
| 5       | 1       | 6    | Nathan Woodward       | Grã-Bretanha  | 49.68 | q                    |
| 6       | 2       | 6    | Stanislav Melnykov    | Ucrânia       | 49.72 | Q                    |
| 7       | 3       | 3    | Adrien Clémenceau     | França        | 49.80 | Q,                   |
| 8       | 2       | 5    | Periklis Iakovakis    | Grécia        | 49.83 | Q                    |
| 9       | 2       | 3    | Tobias Giehl          | Alemanha      | 49.95 |                      |
| 10      | 3       | 6    | Michaël Bultheel      | Bélgica       | 49.98 |                      |
| 11      | 2       | 7    | Mikita Yakauleu       | Bielorrússia  | 50.02 | Recorde pessoal      |
| 11      | 3       | 7    | Aleksandr Derevyagin  | Rússia        | 50.02 | Recorde da temporada |
| 13      | 1       | 5    | Thomas Barr           | Irlanda       | 50.22 | Recorde da temporada |
| 14      | 2       | 2    | Vladimir Antmanis     | Rússia        | 50.25 |                      |
| 15      | 2       | 4    | Václav Barák          | Chéquia       | 50.33 |                      |
| 16      | 2       | 8    | Diego Cabello         | Espanha       | 50.52 |                      |
| 17      | 3       | 5    | Jorge Paula           | Portugal      | 50.58 | Recorde da temporada |
| 18      | 1       | 2    | Marek Plawgo          | Polónia       | 50.77 |                      |
| 19      | 3       | 8    | Kariem Hussein        | Suíça         | 50.81 | Recorde pessoal      |
| 20      | 2       | 1    | Silvestras Guogis     | Lituânia      | 51.15 | Recorde da temporada |
| 21      | 3       | 1    | Michal Brož           | Chéquia       | 51.35 |                      |
| 22      | 3       | 2    | Javier Sagredo        | Espanha       | 51.66 |                      |
| 23      | 1       | 1    | Spirídon Papadópoulos | Grécia        | 51.89 |                      |
| 24      | 1       | 3    | Josef Prorok          | Chéquia       | DQ    |                      |

### Final
| Posição           | Raia | Atleta             | Nacionalidade | Tempo | Notas                |
| ----------------- | ---- | ------------------ | ------------- | ----- | -------------------- |
| Medalha de ouro   | 5    | Rhys Williams      | Grã-Bretanha  | 49.33 | Recorde da temporada |
| Medalha de prata  | 6    | Emir Bekrić        | Sérvia        | 49.49 |                      |
| Medalha de bronze | 4    | Stanislav Melnykov | Ucrânia       | 49.69 |                      |
| 4                 | 7    | Adrien Clémenceau  | França        | 49.70 | Recorde pessoal      |
| 5                 | 1    | Rasmus Mägi        | Estónia       | 50.01 |                      |
| 6                 | 3    | Georg Fleischhauer | Alemanha      | 50.11 |                      |
| 7                 | 2    | Nathan Woodward    | Grã-Bretanha  | 50.20 |                      |
| 8                 | 8    | Periklis Iakovakis | Grécia        | 50.57 |                      |

Legenda
| Recorde mundial       | Recorde mundial (World record)               |                       | Recorde africano                      | Recorde africano (African) |                                           | Q | Classificado por posição (Qualified) |
| Recorde do campeonato | Recorde do campeonato (Championship record)  | Recorde da América    | Recorde da América (Americas)         | q                          | Classificado por melhor tempo (Qualified) |   |                                      |
| Melhor marca do ano   | Melhor marca do ano (World leading)          | Recorde asiático      | Recorde asiático (Asian)              | DNS                        | Não largou (Did not start)                |   |                                      |
| Recorde nacional      | Recorde nacional (National record)           | Recorde europeu       | Recorde europeu (European)            | DNF                        | Não terminou (Did not finish)             |   |                                      |
| Recorde pessoal       | Recorde pessoal do atleta (Personal best)    | Recorde da Oceania    | Recorde da Oceania (Oceania)          | DSQ / DQ                   | Desclassificado (Disqualified)            |   |                                      |
| Recorde da temporada  | Recorde da temporada do atleta (Season best) | Recorde sul-americano | Recorde sul-americano (South America) | NM                         | Sem marca (No mark)                       |   |                                      |